# چارلز ففرمن
چارلز ففرمن (انگلیسی: Charles Fefferman؛ زادهٔ ۱۸ آوریل ۱۹۴۹) دانشمند در زمینه ریاضیات اهل ایالات متحده آمریکا است.
وی همچنین برندهٔ جوایزی همچون جایزه ولف در ریاضیات و مدال فیلدز شده‌است.